# バルセグ・カナチヤン
バルセグ・カナチヤン、またはパルセグ・ガナチアン（アルメニア語: Բարսեղ Կանաչեան、1885年4月17日 – 1967年5月21日）はアルメニア人の作曲家、指揮者、及び社会活動家。アルメニアの国歌「Մեր հայրենիք（我が祖国）」の編曲者として著名である。

## 人物
1885年4月17日、オスマン帝国、ロドスト（現テキルダー）に靴屋の息子として生まれる。1888年、家族とともにコンスタンティノープル（現イスタンブール）に引越し、同県に所在するGedikpaşaアルメニア人学校にて初等教育を受ける。その後、ハミディイェ虐殺に伴いブルガリアへの移住を余儀なくされたため、スリヴェンを経てヴァルナへと転居する。現地で音楽理論を学び、ナタン・アミルハニャン氏の下バイオリンと指揮の教育を受ける。1903年にブカレストでピアノと和声学を学んだのち、1908年にはコンスタンティノープルに帰郷して「クナル（Քնար、リラの意）」吹奏楽団を結成する。その後の1910年12月、コミタス司祭との出会いが人生の転機となる。和声学と指揮の教育を受けていた最中に「グサン（Գուսան）」合唱団も設立する。
1919年、300人もの歌手や音楽家と共に、コミタス司祭とその作品に贈るコンサートを開催した。1920年よりパリにて音楽教育を続け、1922年からは指揮者として、アルメニア人のディアスポラの様々な場所で活動した。
音楽教師として、当時名門のメルコニア教育研究所、1933年からはベイルートのNeshan Palandjian大学に勤めており、1928年に当施設のあったキプロス、ニコシアに移住している。1936年には「グサン（Գուսան）」合唱団を設立し、彼自ら指揮と運営を行う。活動は、ベイルートで彼のもと1961年まで続けられた。初演はベイルート・アメリカン大学記念館にて行われ、70人の歌手が参加した。レバノン、シリア、およびエジプトにて数多くの公演を行い、その曲はアルメニアの国民歌に加え、民族音楽、宗教音楽にも及び、しばしばアラビア語やクルド語等の他言語でも歌われた。また、同じく1936年には、アルメニア人の間でのプロジェクトの振興と音楽への関心を広げるために、音楽協会「Գուսան երաժշտասիրաց միութիւն」が設立された。
レバノン政府は、アルメニア人とレバノン人との友好に寄与したとして杉勲章を授与した。フランス政府からも教育功労章を受章している。
1967年5月21日、レバノン、ベイルートにて没す。アルメニア文化協会「Hamazkayin」は、彼の名を冠した芸術学会をレバノンに設立している。